# Petr Šimůnek (politik)
Petr Šimůnek (* 17. února 1965 Praha) je český politik a podnikatel, v letech 1996 až 1998 poslanec Poslanecké sněmovny PČR za KSČM, od roku 2012 první místopředseda ÚV KSČM a v letech 1998 až 2002 a opět 2010 až 2018 zastupitel hlavního města Prahy.

## Život
Vyučil se elektromechanikem. V letech 1982–1990 pracoval v ČKD Elektrotechnika. Při zaměstnání vystudoval střední elektrotechnickou školu. V mládí byl také sportovcem a jako atlet působil v letech 1979–1983 v oddílu Sparta ČKD Praha. V letech 1999–2004 byl masérem fotbalového mužstva TJ Sokol Záryby. V roce 1996 se uvádí jako podnikatel.
Dříve pracoval v ČKD a také v Dopravním podniku hl. m. Prahy. Po osm let působil jako předseda (od roku 1999 do roku 2001) a místopředseda levicové odborové organizace blízké KSČM a nástupce ROH Odborové sdružení Čech, Moravy a Slezska.
Je ženatý, má dvě děti.

## Politické působení
Od roku 1983 byl členem KSČ.
Ve volbách v roce 1996 byl zvolen do poslanecké sněmovny za KSČM (volební obvod Praha). Ve sněmovně setrval do voleb v roce 1998. Zasedal ve sněmovním výboru pro veřejnou správu, regionální rozvoj a životní prostředí. Angažuje se i v místní politice. V komunálních volbách v roce 1998 byl zvolen do zastupitelstva hlavního města Praha za KSČM. Profesně se tehdy uváděl jako obchodní ředitel. V komunálních volbách v roce 2002 a komunálních volbách v roce 2006 se neúspěšně snažil mandát obhájit (profesně nyní jako politický pracovník ÚV KSČM). Opětovně byl zvolen v komunálních volbách v roce 2010, opět za KSČM. Profesně se uváděl jako podnikatel.
V květnu 2012 byl na sjezdu KSČM v Liberci zvolen na post 1. místopředsedy ÚV KSČM a zodpovídal za podzimní volby v roce 2012. Na IX. sjezdu KSČM v Praze v polovině května 2016 funkci obhájil.
Sám kandidoval v senátních volbách 2006 a senátních volbách 2012 za senátní obvod č. 17 – Praha 12. V roce 2006 získal v 1. kole 8 % hlasů, v roce 2012 14 % a nepostoupil do 2. kola.
V komunálních volbách v roce 2014 obhájil za KSČM mandát zastupitele Hlavního města Prahy. Kandidoval také do Zastupitelstva Městské části Praha 8, avšak neuspěl. Na X. sjezdu KSČM v Nymburku dne 21. dubna 2018 opět obhájil post 1. místopředsedy strany. Obdržel 158 ze 311 hlasů, ve straně má na starosti vnitrostranickou práci a ekonomiku.
V komunálních volbách v roce 2018 obhajoval za KSČM mandát zastupitele hlavního města Prahy, ale neuspěl. V doplňovacích volbách do Senátu PČR v dubnu 2019 neúspěšně kandidoval v obvodu č. 24 – Praha 9 za KSČM. Získal 4,20 % hlasů a skončil tak na 7. místě.
Ve volbách do Poslanecké sněmovny PČR v roce 2021 kandidoval na 6. místě za KSČM v Praze, ale stejně jako celá strana neuspěl. Následně rezignoval na post 1. místopředsedy strany, do mimořádného sjezdu byl pověřen vedením KSČM. Na mimořádném sjezdu v říjnu 2021 byl tak opětovně zvolen do pozice 1. místopředsedy strany pro řízení stranické práce, regionální a komunální politiku a volby. Funkci obhájil i na XI. řádném sjezdu strany v květnu 2022.
Ve sněmovních volbách v roce 2025 kandiduje na 12. místě kandidátní listiny hnutí Stačilo! v Praze.